# Lagocephalus gloveri
Lagocephalus gloveri és una espècie de peix de la família dels tetraodòntids i de l'ordre dels tetraodontiformes.

## Morfologia
- Els mascles poden assolir 35 cm de longitud total.[1][2]

## Hàbitat
És un peix marí, de clima tropical i demersal.

## Distribució geogràfica
Es troba des del Japó fins al Pacífic occidental.

## Observacions
No es pot menjar, ja que és verinós per als humans.